# جامعة العلوم الإسلامية (كراتشي)
جامعة العلوم الإسلامية في كراتشي (بالأردوية: جامعہ علوم اسلامیہ)‏ هي جامعة إسلامية تقع في مدينة بنورة في كراتشي، باكستان تأسست سنة 1954. تواصل المدرسة تقليد نظام دار العلوم الذي بدأه دار العلوم ديوبند. في 2017 وصل عدد الطلاب بالجامعة إلى حوالي 12 ألف طالب في أقسام مختلفة من الجامعة وفروعها، بما في ذلك عدد من الطلاب الأجانب من أكثر من ستين دولة من جميع أنحاء العالم.

## أشهر خريجي الجامعة
- ملا محمد عمر، القائد المؤسس لطالبان [2]
- محمد مسعود أظهر، زعيم جيش محمد [3]
- عاصم عمر، زعيم تنظيم القاعدة في شبه القارة الهندية.[4]
- قاري سيف الله أختر، زعيم حركة الجهاد الإسلامي.[5]
- أعظم طارق، زعيم سباه صحابة الباكستانية.[6]
- فضل الرحمن خليل، زعيم حركة المجاهدين.[7]
- عبد العزيز غازي، إمام المسجد الأحمر.[8]
- عبد الملك ريغي، زعيم جند الله.[9]

## وصلات خارجية
- الموقع الرسمي